# Agence d'examen de l'investissement étranger
L'Agence d'examen de l'investissement étranger (AEIE) (en anglais : Foreign Investment Review Agency ou FIRA) a été créée par le Parlement canadien en 1973 pour garantir que l'acquisition et l'établissement d'entreprises étrangères au Canada soient bénéfiques pour le pays. La Loi sur l'examen de l'investissement étranger qui a institué l'AEIE était l'aboutissement d'une série de rapports et de débats gouvernementaux. L'AEIE est abolie en juin 1985 et remplacée par une nouvelle entité appelée Investissement Canada.

## Historique

### Contexte
Le rapport de 1957 de la Commission royale sur les perspectives économiques du Canada (connue sous le nom de Commission Gordon) a fermement inscrit l'investissement étranger dans l'ordre du jour politique. 
Quelques années plus tard, le rapport Watkins de 1968 (connu officiellement sous le titre La propriété étrangère et la structure de l'industrie canadienne) recommandait de mettre en place une politique nationale capable de sauvegarder les intérêts du Canada à l'ère des multinationales.
En 1970, le rapport Wahn a fait émerger l'idée de mettre en place un processus de sélection des investissements étrangers. Deux ans plus tard le rapport Gray a défini les objectifs et le cadre de l'agence qui allait être créée.
L'AEIE a été placée sous la juridiction du ministère de l'Industrie et plus tard, lorsqu'elle a fusionné avec le ministère du Commerce, sous le nouveau nom de ministère de l'Industrie et du Commerce.
Comme le précise l'article 2(2) de la loi, les prises de contrôle sont évaluées en fonction de leur contribution à la création d'emplois, du degré de participation canadienne à la gestion, de la concurrence avec les industries existantes, des nouvelles technologies et de la compatibilité avec les politiques économiques fédérales et provinciales.

### Création
L'AEIE est créée par la Loi sur l'examen de l'investissement étranger qui est sanctionnée le 12 décembre 1973.

### Abolition
Quelques mois après les élections fédérales de 1984, le ministre des Finances Michael Wilson annonce dans son énoncé économique du 8 novembre 1984 que le ministre de l'Expansion économique régionale Sinclair Stevens (en) serait chargé de réformer le cadre législatif entourant les investissements étrangers au Canada. Le 7 décembre 1984 le ministre Stevens dépose le projet de loi C-15 qui propose une réforme en profondeur le régime de contrôle des investissements étrangers et créé une nouvelle agence nommée Investissement Canada en remplacement de l'AEIE, et qui atteint la deuxième lecture le 11 décembre.
La Loi sur Investissement Canada est sanctionnée le 20 juin 1985. L'AEIE et la Loi sur l'examen de l'investissement étranger sont alors abrogés.

## Critiques
L'AEIE a attiré certaines critiques lors de son existence, notamment à l'effet que son existence et son mandat entravaient les investissements étrangers au Canada. Cela aurait négativement affecté la croissance économique et l'image du Canada à l'international. Ce point de vue est notamment partagé par le Parti progressiste-conservateur du Canada qui annonce peu de temps son arrivée au pouvoir en 1984 vouloir réformer l'AEIE.